# Verbandsgemeinde Schweich an der Römischen Weinstraße
De Verbandsgemeinde Schweich an der Römischen Weinstraße is een verbandsgemeinde in de Landkreis Trier-Saarburg
in de Duitse deelstaat Rijnland-Palts.

## Gemeenten
1. Bekond
2. Detzem
3. Ensch
4. Fell
5. Föhren
6. Kenn
7. Klüsserath
8. Köwerich
9. Leiwen
10. Longen
11. Longuich
12. Mehring
13. Naurath
14. Pölich
15. Riol
16. Schleich
17. Stadt Schweich
18. Thörnich
19. Trittenheim